# Larz Anderson Park
Der Larz Anderson Park ist ein knapp 25 ha großer Park in Massachusetts in den Vereinigten Staaten, der sich auf die Stadtgebiete von Boston und Brookline erstreckt. Er wurde 1985 als Historic District in das National Register of Historic Places eingetragen. Aufgrund seiner räumlichen Nähe zum Jamaica Pond wird der Park häufig als Verlängerung des Emerald Necklace nach Brookline angesehen.

## Merkmale
Der heutige Park diente seit dem 17. Jahrhundert als landwirtschaftliche Nutzfläche und bildete zum Ende des 19. Jahrhunderts das umgebende Grundstück eines 25 Räume großen Anwesens, das in seinem Aussehen Lulworth Castle nachempfunden war und dem Namensgeber Larz Anderson gehörte. Es musste allerdings 1955 aufgrund von Baufälligkeit abgerissen werden. Immer noch vorhanden ist hingegen ein Teil der Automobilsammlung der Andersons, die im Larz Anderson Auto Museum besichtigt werden kann. Ebenfalls auf dem Parkgelände befindet sich das Schulmuseum Putterham School aus dem Jahr 1796.
Eingebettet in eine Landschaft aus Grünflächen, Seen und Baumbeständen sind diverse Sportanlagen sowie eine Eisbahn. Darüber hinaus gibt es ein Naturaquarium, einen Chinesischen, Japanischen und einen Italienischen Garten sowie ein Bowling Green. Vom höchsten Punkt des Parks aus ist die Bostoner Skyline sichtbar, und aufgrund seiner offenen Gestaltung ist er sehr beliebt bei Kitesurfern. 